# Sedimentación

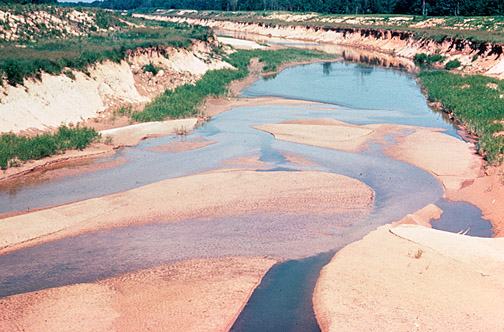
Ejemplo de sedimentación en un río

La sedimentación es el proceso por el que se depositan o precipitan los materiales transportados por distintos agentes (gravedad, escorrentía, glaciares o viento) y procedentes de la erosión y la meteorización de las rocas, pasando a ser sedimento. 
El tipo más extendido de sedimentación ocurre cuando los derrubios (restos sólidos arrancados a las rocas) transportados por una corriente de agua, se depositan en el fondo del cauce de un río, en una llanura de inundación, en un embalse, en un canal artificial, o en un dispositivo artificial construido especialmente para separar la materia en suspensión. Toda corriente de agua, caracterizada por su caudal, tirante de agua, velocidad y forma de la sección tiene una capacidad de transportar material sólido en suspensión (además de moléculas en disolución). El cambio de alguna de estas características de la corriente puede hacer que el material transportado se deposite  o precipite; o que, por el contrario, el material existente en el fondo o los márgenes del cauce sea erosionado.
Puesto que la mayor parte de los procesos de sedimentación se producen bajo la acción de la gravedad, las áreas elevadas de la litosfera terrestre tienden a ser sujetas prevalentemente a fenómenos erosivos, mientras que las zonas deprimidas están sujetas prevalentemente a la sedimentación. Las depresiones de la litosfera en la que se acumulan sedimentos, son llamadas cuencas sedimentarias.

## El proceso de sedimentación
El proceso de sedimentación puede ser benéfico, cuando se piensa en el tratamiento del agua, o perjudicial, cuando se piensa en la reducción del volumen útil de los embalses, o en la reducción de la capacidad de un canal de riego o drenaje.
La sedimentación es un proceso que forma parte de la potabilización del agua y de la depuración de aguas residuales.
En la potabilización del agua, el proceso de sedimentación está gobernado por la ley de Stokes, que indica que las partículas sedimentan más fácilmente cuanto mayor es su diámetro, su peso específico comparado con el del líquido, y cuanto menor es la viscosidad del mismo. Por ello, cuando se quiere favorecer la sedimentación se trata de aumentar el diámetro de las partículas, haciendo que se agreguen unas a otras, proceso denominado coagulación y floculación.
Tratamiento de las aguas residuales
En el tratamiento de las aguas residuales, este proceso se realiza para retirar la materia sólida fina, orgánica o no, de las aguas residuales, aquí el agua pasa por un dispositivo de sedimentación donde se depositan los materiales para su posterior eliminación, el proceso de sedimentación puede reducir de un 20 a un 40 % la DBO5 y de un 40 a un 60 % los sólidos en suspensión.

### Dispositivos sedimentadores
Los dispositivos construidos para que se produzca la sedimentación en ellos son:
- Desarenador: diseñado para que se sedimenten y retengan solo partículas mayores de un cierto diámetro nominal y en general de alto peso específico (arena);
- Sedimentadores o decantadores, normalmente utilizados en plantas de tratamiento de agua potable, y aguas residuales o servidas;
- Presas filtrantes: destinadas a retener los materiales sólidos en las partes altas de las cuencas hidrográficas.